# Кади Махмуд ефенди
Кади Махмуд Челеби ефенди (на турски: Kadı Mahmud Çelebi Efendi) е османски съдия, кадия, и дарител от XVI век.

## Биография
В 959 година от хиджра (1551-1552 година от Рождество Христово) Махмуд Челеби е назначен в съда в Битоля. Кадията възстановява религиозен вакъф и построява голяма нова джамия в града, която носи неговото име. Вакъфът на джамията включва дюкяни, къщи, магази, ханове и странноприемници.